# Herbert W. Ladd

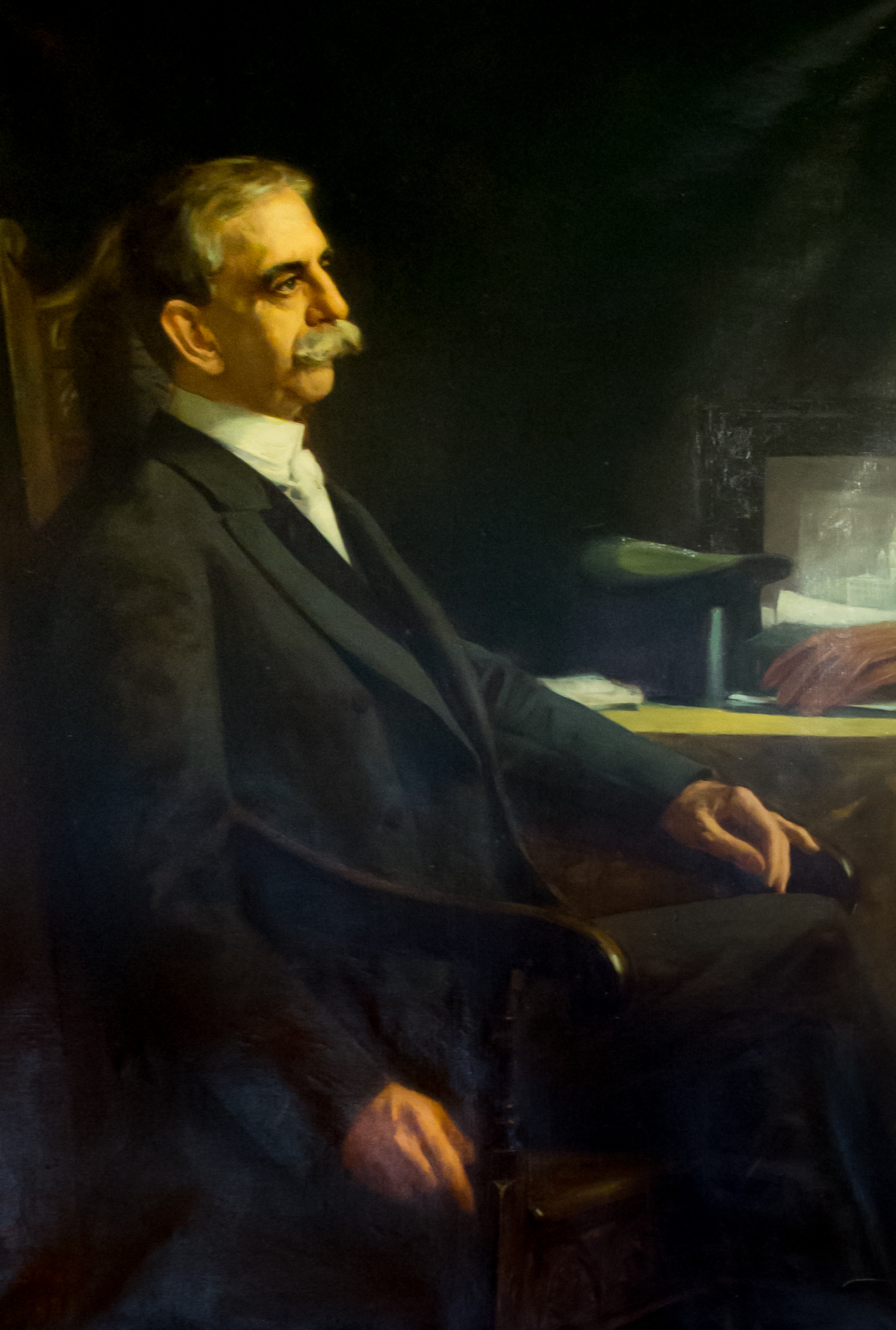
Herbert W. Ladd

Herbert Warren Ladd (* 15. Oktober 1843 in New Bedford, Massachusetts; † 29. November 1913) war ein US-amerikanischer Politiker und von 1889 bis 1890 sowie zwischen 1891 und 1892 Gouverneur des Bundesstaates Rhode Island.

## Frühe Jahre
Nach seiner Schulzeit verkaufte Ladd für einige Zeit Kurzwaren, ehe er für die Zeitung „New Bedford Mercury“ zu arbeiten begann. Ladd nahm am Bürgerkrieg als Soldat bei verschiedenen Einheiten aus Rhode Island teil. Danach stieg er wieder in das Kurzwarengeschäft ein, das er nun in Boston betrieb. Nach seiner Rückkehr nach Rhode Island gründete er die H.W. Ladd Company.

## Politischer Aufstieg und Gouverneur von Rhode Island
Herbert Ladd war Mitglied der Republikanischen Partei. Er war Vizepräsident des Handelsausschusses und Präsident der Gesellschaft zur Verhinderung von Gewalt gegen Kinder. Im Jahr 1889 kandidierte Ladd für das Amt des Gouverneurs von Rhode Island. Da keiner der Kandidaten eine absolute Mehrheit erreichte, musste die Legislative den neuen Gouverneur bestimmen. Diese entschied sich für Ladd, der damit zwischen dem 28. Mai 1889 und dem 27. Mai 1890 als Gouverneur amtieren konnte. Im Jahr 1890 unterlag er bei dem Versuch seiner Wiederwahl gegen John Davis. 1891 wurde er erneut von der Legislative für ein Jahr zum Gouverneur gewählt. Seine zweite Amtszeit begann am 26. Mai 1891, endete am 31. Mai 1892 und verlief ohne besondere Vorkommnisse.

## Weiterer Lebenslauf
Nach dem Ablauf seiner Amtszeit widmete sich Ladd wieder seinen privaten Angelegenheiten. Er starb im November 1913. Mit seiner Frau Emma F. Burrows hatte er vier Kinder.